# دراغان ماركوفيتش
دراغان ماركوفيتش (بالصربية: Драган Марковић)‏ هو شخصية أعمال وسياسي صربي، ولد في 2 مايو 1960 في صربيا. حزبياً، نشط في United Serbia ‏ (2004 – ) وParty of Serbian Unity ‏ (1993 – 2003). وقد انتخب عضو الجمعية الوطنية في صربيا وانتخب Director of the Security Information Agency ‏ (3 سبتمبر 2013 – 25 أكتوبر 2013).